# Marc de Modène
 (septembre 2022).
Marc de Modène, né à Mocogno et mort à Pesaro le 21 septembre 1498, est un prêtre italien de l'Ordre des Frères Prêcheurs. Il est béatifié, par équivalence, par le pape Pie IX en 1857.

## Biographie
Il est probablement né à Mocogno au sein de la famille noble Scalabrini.
Il embrasse la vie religieuse dans l'ordre dominicain et est ordonné prêtre : il se consacre à la prédication en divers endroits d'Italie où il se distingue par son esprit de pénitence.
Il est élu prieur du couvent de son ordre à Pesaro et y réside jusqu'à sa mort.

## Culte
De son vivant, il est célèbre comme thaumaturge et, selon la tradition, il ressuscite le fils d'un médecin de Pesaro.
Initialement enterrées dans le chœur de l'église du couvent, ses reliques sont déplacées à plusieurs reprises ; elles sont finalement placées dans la chapelle du Rosaire. Après la suppression du couvent, l'urne des reliques est transportée à la Cathédrale de Pesaro. En 1949, elles sont déplacées à l'église de San Domenico à Modène.
Son culte ab immemorabili est confirmé par le pape Pie IX le 12 septembre 1857.
Sa fête dans le Martyrologe romain se situe le 21 septembre.